# Varga Barnabás (labdarúgó)
Varga Barnabás (Szombathely, 1994. október 25. –) magyar válogatott labdarúgó, csatár. Az NB I-ben szereplő Ferencváros játékosa.

## Pályafutása

### Klubcsapatokban
Szülővárosában kezdett futballozni, majd fiatalon Ausztriába, a negyedosztályú SV Eberau csapatához szerződött. 2016 nyarán igazolta le az első osztályú Mattersburg. Eleinte a tartalékok között számítottak a játékára, ott az első hét bajnokiján hét gólt lőtt, így szeptember 26-án bemutatkozhatott a Bundesligában. Kezdőként kapott lehetőséget a Ried elleni bajnokin, a 83. percben pedig gólpasszt adott.
Első bajnoki gólját a hatodik mérkőzésén, a St. Pölten ellen szerezte november 19-én. Ezt követően is rendszeresen szóhoz jutott a burgenlandiak első csapatában, pályára lépett az Austria Wien és a Red Bull Salzburg ellen is, a nagymartoniak második csapatában pedig tizenkilenc gól lőtt a harmadosztályban. A 2016–2017-es szezonban 11 bajnokin kapott lehetőséget, többségében azonban a nagymartoniak tartalékcsapatában lépett pályára.
2018 októberében újra lehetőséget kapott az élvonalban, a St. Pölten elleni bajnokin gólpasszt is jegyzett. 2019 januárjában a másodosztályú Lafnitz csapatához igazolt. A 2019–2020-as másodosztályú bajnokság harmadik fordulójában gólt szerzett, csapata 2–0-ra győzött a Liefering ellen. Ezt követően eredményes volt a következő két fordulóban is, összesen háromszor talált a kapuba, miután az Austria Wien tartalékcsapata ellen duplázni tudott. November 1-jén, a bajnokság 13. fordulójában gólt szerzett, csapata 5–1-re győzte le a BW Linz együttesét.
29 mérkőzésen tizenegy gólt szerzett a klub színeiben a bajnokságban, 2020 januárjában a magyar másodosztályú Gyirmót igazolta le. A 2020–2021-es NB II-es bajnokságban 24 bajnokin 12 gólt szerzett, ezzel a második helyen záró, és az élvonalba feljutó Gyirmót házi gólkirálya lett. 2021 nyarán két évvel meghosszabbították a szerződését a klubnál. Az NB I 2021–2022-es idényében 13 gólt szerzett, amivel a második legeredményesebb magyar játékos volt.

#### Paks
2022. június végén a Paksi FC szerződtette. 
Július 31-én góllal debütált a bajnokság nyitófordulójában a Fehérvár ellen, a 2–0-s találkozó 41. percében az első gólt szerezte 
Haraszti Zsolt beadását követően.
Augusztusban az egymást követő bajnokin, előbb a Vasas ellen gólpasszt készített elő, a Budapest Honvéd elleni 3–3-mal végződő mérkőzésen mesterhármast ért el, majd ismét gólt szerzett az Újpest vendégeként 3–2-re megnyert mérkőzésen.
Ezzel 5 mérkőzésen öt gólt szerzett.
Szeptember 3-án gólpasszt jegyzett a Kecskemét elleni 3–1-re elvesztett találkozón, tizenöt nap múlva pályára lépett a magyar kupasorozatban, melyen az egyetlen gólt szerezte a Pécs ellen. A bajnokság 9. és a 10. fordulójában, nevezetesen a Mezőkövesd és a Puskás Akadémia ellen fejjel volt eredményes, utóbbi mérkőzést elvesztették.
Novemberben a 14. fordulóban két gólt szerzett hazai környezetben a Budapest Honvéd elleni 5-0 során, a 16. meccsnapon az Újpest ellen a 77. percben beállította a 3–1-s végeredményt.
A szezon első felében: 15 bajnokin 10 gólt, összetettben; 16 meccsen 11 gólt jegyzett.
2023-ban az újév első mérkőzésén a Kisvárda ellen lépett pályára, a 2–2 során az első találatot szerezte a 25. percben büntetőből.
Február 1-jén a 4. fordulóban elhalasztott Ferencváros elleni mérkőzésen öt sárga lap miatt eltiltották.
A magyar kupasorozatban a második gólját a Monor ellen szerezte, három nappal később a bajnokságban is eredményes volt a Debrecen vendégeként. Február 25-én a Puskás Akadémia ellen 4–1-re megnyert idegenbeli mérkőzésen két gólt szerzett. Március 1-jén harmadik gólját jegyezte a magyar kupában a Vasas ellen, három nap múlva 15. bajnoki gólját a 22. fordulóban szerezte a Zalaegerszeg elleni 3–1-s győztes mérkőzésen. Március 11-én duplázott, és idénybeli 20. gólját a 2–1-re végződő Fehérvár elleni bajnokin érte el. Áprilisban négy bajnokin kilenc gólt szerzett, három alkalommal duplázott; a Ferencváros, az Újpest és a Kisvárda ellen, majd a hónap végén mesterhármast jegyzett a Kecskemét otthonában. 26 góllal a bajnokság gólkirálya lett, a HLSZ szavazásán pedig őt választották a szezon legjobb mezőnyjátékosának.

#### Ferencváros

##### 2023–24
2023. június 1-jén bejelentették, hogy a Ferencvároshoz igazolt.
A 2023–2024-es előszezonban lépett pályára első alkalommal a fradi színeiben a Qarabağ elleni 3–3-as felkészülési mérkőzésen, megszerezve első találatát.
Július 11-én a Bajnokok Ligája selejtezőben játszotta első tétmérkőzését a KÍ Klaksvík ellen.
Július 27-én szerezte első gólját a klub színeiben, az ír Shamrock Rovers elleni 4–0-s Konferencia Liga selejtező mérkőzésen. 
 Az idény első bajnoki mérkőzésén a Fehérvár FC ellen az 59. percben csereként lépett pályára, hét perccel később megszerezte a klub színeiben első bajnoki találatát az 5–3-ra megnyert idegenbeli találkozón.
Az UEFA Konferencia Liga selejtezőben a máltai Ħamrun elleni 6–1-es találkozón mesterhármast szerzett. A visszavágón góllal és gólpasszal járult hozzá az FTC 2–1-es győzelméhez.
A bajnokság 5. fordulójában a Paks elleni 6–1 során mesterhármast ért el, amellyel megszerezte 10. mérkőzésén a 10. gólját a Fradi színeiben.
A Konferencia Liga selejtezőjének utolsó két – Žalgiris elleni – mérkőzésén egy-egy gólt lőtt tizenegyesből, az utóbbi találkozón egy gólpasszt is kiosztott Adama Traorénak. A klub szurkolóinak szavazatai alapján az augusztusi hónap legjobb játékosának választották.
A bajnokság 6. fordulójában a Zalaegerszeg ellen 6–2-es győzelmet arattak, az első félidőben két büntetőt értékesített, majd az 51. percben elért találattal megszerezte idénybeli harmadik mesterhármasát, és egy gólpasszt is kiosztott.
Az UEFA Konferencia Liga első csoportmérkőzésén, karrierje során először lépett pályára nemzetközi főtáblás mérkőzésen a Csukaricski ellen 3–1-re megnyert találkozón. Az első félidő 44. percében büntetőből egyenlített, a hosszabbítás utolsó percében pedig Owusunak adott asszisztot. Szeptember utolsó napján az MTK vendégeként a 16. mérkőzésén a 16. gólját érte el a klub színeiben. Október 5-én a Konferencia Liga második csoportmérkőzésén a Fiorentina ellen 2–2-re végződő összecsapás első találatát a 25. percben ő szerezte.
Október 22-én a Diósgyőr elleni bajnokin combsérülést szenvedett, legközelebb a decemberi Paks elleni 3–2-re elvesztett találkozón lépett pályára.
2024. február 6-án ő viselte a csapatkapitányi karszalagot, majd négy gólt szerzett az MTK Budapest elleni 5–1-es örökrangadón. Az első találatot a 21. percben fejelte Marquinhos beadásából, majd a második játékrész 52. percétől négy perc alatt három gólt szerzett, és az utolsó találatnál sarokkal gólpasszt is kiosztott, amit Stjepan Lončar váltott gólra. Ezzel a teljesítménnyel egy góllal átvette a vezetést csapattársától, Kenan Kodrotól a góllövőlistán. A 21. század első játékosa lett a Fradi színeiben, aki elért mesternégyest az első osztályban.
Négy nappal később ismét gólt szerzett ezúttal a Debrecen vendégeként, a 2–1-es győztes találkozó 10. percében Mohammed Abu Fani beadását fejelte a kapuba.
Február 25-én az első Újpest elleni derbijén duplázni tudott az 5–0-ás győztes találkozón, az első két gólt szerezte Katona Bálint gólpasszait követően.
A szurkolói szavazatok alapján őt választották meg az FTC februári legjobb játékosának. Március 10-én a Fehérvár vendégeként 2–0-ás győztes bajnokin a két fejes találatával a mérkőzés egyetlen gólszerzője lett. Március 31-én a Mezőkövesd elleni győztes bajnokin a 65. percben csereként állt be, és a 85. percben beállította a 3–0-ás végeredményt.
A szurkolói szavazatok alapján őt választották meg a márciusi hónap legjobb játékosának. Áprilisban az FTC két mérkőzést játszott a Diósgyőrrel, a magyar kupa negyeddöntőjében, és két héttel később egy hazai bajnoki mérkőzésen.
Az április 3-ai 2–0-ás idegenbeli mérkőzésen lépett pályára a Fradi színeiben első alkalommal a kupasorozatban, csereként a 70. percben. Az április 10-én megrendezett 2–1-es találkozó 35. másodpercében, a 19. gólját jegyezte a bajnokságban.
Április 14-én fontos szerepet játszott a Zalaegerszeg elleni 3–2-es győzelemben, a találkozó hajrájában megszerzett győztes találatnál a felsőkapufáról kipattanó labdáját, Mohamed Alí Ben Romdán váltotta gólra. A mérkőzésre többen érkeztek szülőfalujából Szentpéterfáról, és korábbi csapatai helyszínéről az osztrák Monyorókerékről és Nagymartonból. Április 24-én a magyar kupa elődöntőjében a Nyíregyháza ellen 2–1-re megnyert mérkőzésen, az 59. percben büntetőt hagyott ki, majd az egyenlítő találatnál gólpasszt adott Ibrahim Cissének. Május 5-én a Debrecen elleni 5–1-es hazai bajnoki 68. percében megszerezte csapata harmadik találatát, és a 80. percben Mohammed Abu Faninak adott gólpasszt.

##### 2024–25
2024. november 7-én az Európa-liga alapszakaszának negyedik fordulójában a Dinamo Kijev elleni mérkőzés második félidejében két gólt szerzett.
2025. február 5-én játszotta 100. NB I-es mérkőzését a ZTE elleni 2–2-es találkozón. Ezt két góllal ünnepelte, miután 10 perc alatt duplázott az első félidőben.

##### 2025–26
2025. augusztus 12-én a UEFA-bajnokok ligája-selejtező 3. fordulójában a bolgár Ludogorec elleni visszavágón 2 gólt szerzett, a Ferencváros  3–0-ra győzött és továbbjutott.

### A válogatottban
2023. március 14-én meghívót kapott Marco Rossi szövetségi kapitánytól az Észtország elleni barátságos mérkőzésre, és a Bulgária elleni Európa-bajnoki selejtezőre.
Március 27-én, a Bulgária elleni 3–0-s győztes Eb-selejtezőn lépett pályára Magyarország színeiben első alkalommal. Június 20-án a harmadik mérkőzésén szerezte meg első gólját a válogatottban a Litvánia elleni 2–0-ra végződő Eb-selejtezőn.
Második gólját Szerbia ellen szeptember 7-én szerezte, a Belgrádban megrendezett 2–1-es győztes Európa-bajnoki selejtezőn az egyenlítő találatot szerezte.
Szeptember 10-én végigjátszotta a Csehország ellen 1–1-re végződő barátságos mérkőzést, ez volt az első mérkőzése nemzeti színekben, amelyen végig a pályán volt.
Az októberi Eb-selejtezőn Szerbia és Litvánia ellen lépett pályára, és mindkét csapat ellen egy-egy gólt szerzett.
A szerbek ellen az első félidő 20. percében a vezető gólt Loïc Nego jobb oldali beadásából lőtte. a litvánok elleni 2–2-es mérkőzés pedig a 82. percben az egyenlítő gólt fejelte, Szoboszlai Dominik szögletét követően.
A Eb-re való felkészülési mérkőzéseket Írország és Izrael ellen játszották. Az utóbbi Debrecenben megrendezett találkozón két gólt szerzett, és az első találatnál gólpasszt készített elő fejjel Sallai Rolandnak a 3–0-ás győztes találkozón.

#### 2024-es Európa-bajnokság
Május 14-én Marco Rossi beválogatta a 26-fős keretbe.
Az első mérkőzést Svájc ellen játszotta, és a 66. percben 2–1-re szépített, Szoboszlai Dominik beadását követően fejjel juttatta a labdát a kapuba. A Németország ellen 2–0-ra elvesztett találkozón több fejpárbajt is megnyert. A csoport utolsó, Skócia ellen 1–0-ra megnyert mérkőzés második félidejében, Angus Gunn-nal ütközött, és eszméletét vesztette, majd hosszú ápolás után hordágyon vitték le a pályáról. Később kiderült, hogy az arcában több csont is eltört, és agyrázkódást szenvedett. Másnap délelőtt 11 órakor sikeres műtétet hajtottak végre rajta.

#### 2025–
2025. június 10-én Bakuban az Azerbajdzsán ellen 2–1-re megnyert felkészülési mérkőzésen az 5. percben gólt fejelt, majd a 33. percben gólpasszt adott Szoboszlai Dominiknak.

## Magánélete
Varga András és Sákovits Andrea gyermekeként született. Barna az osztrák határtól nem messze a Vas vármegyei Szentpéterfán nőtt fel két testvérével, Andrással és Reginával. Édesapja a helyi labdarúgó csapatban is szerepelt.
2013-ban érettségizett a szombathelyi Premontrei Rendi Szent Norbert Gimnáziumban, az iskola után a foci mellett segédmunkásként dolgozott Ausztriában, garázskapukat szerelt és szőlőszedéssel is foglalkozott.

## Statisztika

### Klubcsapatokban
2025. augusztus 19-i állapot szerint.
| Klub           | Szezon         | Bajnokság      | Bajnokság | Bajnokság | Kupa  | Kupa  | Nemzetközi | Nemzetközi | Egyéb | Egyéb | Összes | Összes |
| Klub           | Szezon         | Liga           | Mérk.     | Gólok     | Mérk. | Gólok | Mérk.      | Gólok      | Mérk. | Gólok | Mérk.  | Gólok  |
| -------------- | -------------- | -------------- | --------- | --------- | ----- | ----- | ---------- | ---------- | ----- | ----- | ------ | ------ |
| Mattersburg    | 2016–17        | O.Bundesliga   | 11        | 1         | —     | —     | —          | —          | —     | —     | 11     | 1      |
| Mattersburg    | 2018–19        | O.Bundesliga   | 5         | 0         | 0     | 0     | —          | —          | —     | —     | 5      | 0      |
| Mattersburg    | Összesen       | Összesen       | 16        | 1         | 0     | 0     | —          | —          | —     | —     | 16     | 1      |
| Lafnitz        | 2018–19        | 2. Liga        | 14        | 4         | —     | —     | —          | —          | —     | —     | 14     | 4      |
| Lafnitz        | 2019–20        | 2. Liga        | 15        | 7         | 1     | 1     | —          | —          | —     | —     | 16     | 8      |
| Lafnitz        | Összesen       | Összesen       | 29        | 11        |       | 1     | —          | —          | —     | —     | 30     | 12     |
| Gyirmót        | 2019–20        | NB II          | 5         | 1         | —     | —     | —          | —          | —     | —     | 5      | 1      |
| Gyirmót        | 2020–21        | NB II          | 24        | 12        | 1     | 3     | —          | —          | —     | —     | 25     | 15     |
| Gyirmót        | 2021–22        | NB I           | 29        | 13        | 2     | 0     | —          | —          | —     | —     | 31     | 13     |
| Gyirmót        | Összesen       | Összesen       | 58        | 26        | 3     | 3     | —          | —          | —     | —     | 61     | 29     |
| Paks           | 2022–23        | NB I           | 31        | 26        | 3     | 3     | —          | —          | —     | —     | 34     | 29     |
| Paks           | Összesen       | Összesen       | 31        | 26        | 3     | 3     | —          | —          | —     | —     | 34     | 29     |
| Ferencváros    | 2023–24        | NB I           | 24        | 20        | 3     | 0     | 13         | 9          | —     | —     | 40     | 29     |
| Ferencváros    | 2024–25        | NB I           | 29        | 12        | 5     | 2     | 10         | 7          | —     | —     | 44     | 21     |
| Ferencváros    | 2025–26        | NB I           | 4         | 2         | —     | —     | 5          | 5          | —     | —     | 9      | 7      |
| Ferencváros    | Összesen       | Összesen       | 57        | 34        | 8     | 2     | 28         | 21         | —     | —     | 93     | 57     |
| Teljes karrier | Teljes karrier | Teljes karrier | 191       | 98        | 15    | 9     | 28         | 21         | —     | —     | 234    | 128    |

Jegyzetek
1. ↑  Mérkőzései a Bajnokok Ligája selejtezőjében, valamint a Konferencia Liga selejtezőjében és főtábláján
2. ↑  Mérkőzései az Európa-iga selejtezőjében, alapszakaszában és egyenes kieséses szakaszában
3. ↑  Mérkőzései a Bajnokok Ligája selejtezőjében

### A válogatottban
| Magyarország | Magyarország | Magyarország |
| Év           | Mérk.        | Gólok        |
| ------------ | ------------ | ------------ |
| 2023         | 7            | 4            |
| 2024         | 13           | 3            |
| 2025         | 3            | 1            |
| Összesen     | 23           | 8            |

#### Mérkőzései a válogatottban
| Magyarország | Magyarország         | Magyarország                            | Magyarország        | Magyarország | Magyarország        | Magyarország    | Magyarország | Magyarország |
| #            | Dátum                | Helyszín                                | Hazai               | Eredmény     | Vendég              | Kiírás          | Gólok        | Esemény      |
| ------------ | -------------------- | --------------------------------------- | ------------------- | ------------ | ------------------- | --------------- | ------------ | ------------ |
| 1.           | 2023. március 27.    | Budapest, Puskás Aréna                  | Magyarország        | 3 – 0        | Bulgária            | Eb-selejtező    | -            | 59'          |
| 2.           | 2023. június 17.     | Podgorica, Városi stadion               | Montenegró          | 0 – 0        | Magyarország        | Eb-selejtező    | -            | 58'          |
| 3.           | 2023. június 20.     | Budapest, Puskás Aréna                  | Magyarország        | 2 – 0        | Litvánia            | Eb-selejtező    | 1            | 32' 60'      |
| 4.           | 2023. szeptember 7.  | Belgrád, Rajko Mitić Stadion            | Szerbia             | 1 – 2        | Magyarország        | Eb-selejtező    | 1            | 34' 67' 77'  |
| 5.           | 2023. szeptember 10. | Budapest, Puskás Aréna                  | Magyarország        | 1 – 1        | Csehország          | barátságos      | -            |              |
| 6.           | 2023. október 14.    | Budapest, Puskás Aréna                  | Magyarország        | 2 – 1        | Szerbia             | Eb-selejtező    | 1            | 20' 77' 84'  |
| 7.           | 2023. október 17.    | Kaunas, S. Darius és S. Girėnas Stadion | Litvánia            | 2 – 2        | Magyarország        | Eb-selejtező    | 1            | 82' 90+2'    |
| 8.           | 2024. március 22.    | Budapest, Puskás Aréna                  | Magyarország        | 1 – 0        | Törökország         | barátságos      | -            | 80'          |
| 9.           | 2024. március 26.    | Budapest, Puskás Aréna                  | Magyarország        | 2 – 0        | Koszovó             | barátságos      | -            | 46'          |
| 10.          | 2024. június 4.      | Dublin, Aviva Stadion                   | Írország            | 2 – 1        | Magyarország        | barátságos      | -            | 61'          |
| 11.          | 2024. június 8.      | Debrecen, Nagyerdei stadion             | Magyarország        | 3 – 0        | Izrael              | barátságos      | 2            | 19' 22' 57'  |
| 12.          | 2024. június 15.     | Köln, RheinEnergieStadion (GER)         | Magyarország        | 1 – 3        | Svájc               | Eb-csoportkör   | 1            | 66'          |
| 13.          | 2024. június 19.     | Stuttgart, MHPArena                     | Németország         | 2 – 0        | Magyarország        | Eb-csoportkör   | -            | 22' 87'      |
| 14.          | 2024. június 23.     | Stuttgart, MHPArena (GER)               | Skócia              | 0 – 1        | Magyarország        | Eb-csoportkör   | -            | 74'          |
| 15.          | 2024. szeptember 7.  | Düsseldorf, Merkur Spiel-Arena          | Németország         | 5 – 0        | Magyarország        | Nemzetek Ligája | -            | 66'          |
| 16.          | 2024. szeptember 10. | Budapest, Puskás Aréna                  | Magyarország        | 0 – 0        | Bosznia-Hercegovina | Nemzetek Ligája | -            | 82'          |
| 17.          | 2024. október 11.    | Budapest, Puskás Aréna                  | Magyarország        | 1 – 1        | Hollandia           | Nemzetek Ligája | -            | 79'          |
| 18.          | 2024. október 14.    | Zenica, Bilino Polje Stadion            | Bosznia-Hercegovina | 0 – 2        | Magyarország        | Nemzetek Ligája | -            | 78'          |
| 19.          | 2024. november 16.   | Johan Cruijff Arena, Amszterdam         | Hollandia           | 4 – 0        | Magyarország        | Nemzetek Ligája | -            | 60'          |
| 20.          | 2024. november 19.   | Budapest, Puskás Aréna                  | Magyarország        | 1 – 1        | Németország         | Nemzetek Ligája | -            | 89'          |
| 21.          | 2025. március 20.    | Isztambul, Rams Park                    | Törökország         | 3 – 1        | Magyarország        | Nemzetek Ligája | -            | 70'          |
| 22.          | 2025. március 23.    | Budapest, Puskás Aréna                  | Magyarország        | 0 – 3        | Törökország         | Nemzetek Ligája | -            | 73'          |
| 23.          | 2025. június 10.     | Baku, Dalğa Arena                       | Azerbajdzsán        | 1 – 2        | Magyarország        | barátságos      | 1            | 5'           |
|              | Összesen             |                                         |                     | 23           | mérkőzés            |                 | 8            | gól          |

## Sikerei, díjai

### Klubcsapatokban
Mattersburg II
- Landesliga Burgenland (2): 2016–17, 2017–18

 Ferencváros
- Magyar bajnok (2): 2023–24, 2024–25[72]
- Magyar kupa ezüstérmes (2): 2023–24[73], 2024–25

### Egyéni
- Landesliga Burgenland gólkirály: 2017–18
- Magyar bajnokság gólkirálya: 2022–23 (26 gól)
- A 2022–2023-as és a 2023–2024-es szezon legjobb mezőnyjátékosa a HLSZ (Hivatásos Labdarúgók Szervezete) szavazásán: 2023,[20] 2024[74]
- Magyar bajnokság gólkirálya: 2023–24 (20 gól)
- A 2023–24-es idény legjobb játékosa (RangAdó díjátadó, 2024. május 21.)[75]